# 里夫尼亞 (羅日尼亞季夫區)
48°55′12″N 24°13′19″E / 48.92000°N 24.22194°E
里夫尼亞（烏克蘭語：Рівня），是烏克蘭西部的村莊，隸屬伊萬諾-弗蘭科夫斯克州的卡盧什區。該村始建於1726年，面積2.37平方公里，2001年人口1,391，人口密度每平方公里586.9人。